# Aleksàndrovski (Krasnodar)
|  | Per a altres significats, vegeu «Aleksàndrovski». |

Aleksàndrovski - Александровский (rus) - és un khútor del krai de Krasnodar, a Rússia. Es troba a la vora del riu Zelentxuk Vtoroi, afluent del riu Kuban, a 29 km a l'est d'Ust-Labinsk i a 88 km al nord-est de Krasnodar, la capital.
Pertanyen a aquest municipi els khútors de Krasni, Neielinski, Novonikolàievka, Piatikhatski, Semiónovka, Soglasni i Finoguenovski.